# Pecka (Serbia)
Pecka (cyr. Пецка) – wieś w Serbii, w okręgu kolubarskim, w gminie Osečina. W 2011 roku liczyła 451 mieszkańców.